# 清水雅
清水 雅（しみず まさし、1901年（明治34年）2月12日 - 1994年（平成6年）12月24日）は、昭和中期から平成期の実業家。小林一三に長年仕え、阪急の大番頭と呼ばれた。阪急電鉄より1947年に分社独立した後の阪急百貨店（現在のエイチ・ツー・オー リテイリング）初代社長であり、のちには阪急百貨店会長、阪急電鉄会長を歴任した。東宝社長・会長も歴任、東宝中興の祖と呼ばれた。

## 生涯

### 阪急入社まで
1901年（明治34年）、実業家・清水栄次郎の次男として大阪府大阪市阿倍野区に生まれる。清水家は砂糖商や鉱山業、銀行業などで財を成した戦前の地方財閥で、父の栄次郎も慶應義塾に学んだ後、材木業などで巨利を得た大阪財界人として知られる存在である。雅は旧制大阪府立天王寺中学校、慶應義塾大学予科を経て、慶應義塾大学経済学部を卒業後、ドイツとアメリカへ留学している。毎日放送の社長、会長を務めた高橋信三は慶大時代の同級生だった。

### 阪急入社後
帰国後、小林一三に誘われ、1928年（昭和3年）に阪神急行電鉄（現在の阪急阪神ホールディングスの前身のひとつ）へ入社した。しかし、電車を運転することなど鉄道事業に関わることはなく、立ち上がって間もない百貨店部（阪急百貨店）の事業を担当していた。

### 京阪や阪神との経営統合
第二次世界大戦勃発後、戦時体制下の陸上交通事業調整法で阪神急行電鉄（通称:阪急）は京阪電気鉄道と合併することになった。1943年（昭和18年）10月1日に阪急が京阪を合併し、京阪神急行電鉄株式会社が発足した。京阪傘下の小売事業は小規模な京阪デパート程度であり、小売事業は新会社においても清水の担当となった。京阪の若手と協力して、上牧での養殖や八幡の竹の加工などに取り組もうと考えていた。新会社の副社長・佐藤一男など京阪側には酒豪が多かったのに対し、阪急側は新会社の社長・佐藤博夫や小林一三など酒が飲めない人物が多かった。そこで、阪急側から清水は酒を飲む場に度々出席していた。合併直後に飲んだ際は、佐藤博夫や佐藤一男に加えて、運輸省の佐藤栄作局長（後の総理大臣）と3人の「佐藤さん」が活躍した。これも何かの縁だと、好物の酒で機嫌をよくした清水は即興の串本節で『社長が佐藤さんで 副社長も佐藤さん 中を取り持つ佐藤局長・一寸甘すぎて 酒のさかなにや どうにもならない』と歌った。
清水は相変わらず百貨店担当重役を務めていたが、ある日、小林一三に食事に誘われた。清水が阪神電気鉄道の今西与三郎社長と知り合いと言っていたため、どういった関係かを尋ねられたのであった。清水の父が杉村倉庫の社長代理を務めていた際、支配人として今西が清水の父によく事業の報告に来ていたということを小林に伝えた。京阪神急行電鉄がさらに阪神電気鉄道とも合併する話があったので、夜遅くに小林と清水は甲子園にある今西邸を訪ねた。当初は話も弾み、新会社では佐藤博夫が社長、今西が副社長となる予定で話が進み、近いうちに正式な書類に調印する寸前だった。しかし、阪神側から今西が社長でないならば合併できない旨返事があり、普段は温厚な佐藤博夫もこれに反発した。小林は「今西さん一人の責任ではない」としたが、合併の話は消滅してしまった。当時、阪神百貨店も発足していなかったので百貨店事業への影響もほとんどなく、小林や佐藤博夫に合併の件を深く聞くこともできなかったため、合併していれば双方にとってプラスだったかもわからなかった。
なお、京阪神急行電鉄の後身である阪急ホールディングスは、60年以上後の2006年（平成18年）10月に阪神電気鉄道と経営統合して阪急阪神ホールディングスとなり、清水の担当した百貨店事業においても、2007年（平成19年）10月には持株会社のエイチ・ツー・オー リテイリングが発足し、ようやく経営統合が実現した（阪急・阪神経営統合）。

### 阪急百貨店の独立
清水にはアメリカ生まれで、若い頃にアメリカの新聞社に勤務した友人がいた。銀座にある彼の事務所兼応接室に行った際、彼と親しいコートニー・ホイットニーに会った。ホイットニーに「何をしているのか」と聞かれた清水が、阪急百貨店で仕事していると伝えた。すると、ホイットニーは財閥解体について研究しており、鉄道会社直営による百貨店の運営はできなくなると清水に伝えた。
清水は大慌てで帰阪し、小林一三に会った。阪急百貨店は電鉄系百貨店の最大手となっていたので、法令で規制される前に自主的に独立すべきだと小林に伝えたところ、賛成した。しかし、清水は梅田阪急ビル（現在の大阪梅田ツインタワーズ・ノース）を自社保有として完全独立する一方、過半数の株式を京阪神急行電鉄（以下、電鉄）に保有させるべきだと述べたが、小林は財閥解体の趣旨に則って、資本の大半を電鉄から独立させたうえで電鉄に家賃を払ってビルを借りて営業するよう主張した。こうして1947年（昭和22年）、阪急百貨店が独立して株式会社阪急百貨店が発足し、清水はその社長となった。不動産を保有しないので、発足当初などは厳しかったものの、身軽ゆえに大きく成長したため、小林の主張が正しかったと感じた。また、電鉄が株式を一部しか保有していないので、別途買収防衛策を考案した。まだ株式が値上がりしないうちに株式の大半を買い集め、従業員に分け与えた。このため、1950年代の十合（そごう）のように株式が乗っ取られて会社が混乱することもなく、士気向上にも繋がった。
1952年（昭和27年）、アメリカ視察中のスーパーマーケット視察を基に、日本でもスーパーマーケットの展開に取り組もうと、阪急共栄物産社長に就任した。
当時、小林一三を訪ねようとしていたが叶わず、宝塚市にあった清水の自宅を訪ねたのが西武百貨店社長の堤清二であった。

### 白木屋買収劇
1950年ごろ、定期的に東京を訪れ、東洋製罐社長を務める小林富佐雄（一三の長男）に大阪での事業を報告していた。昼食には富佐雄のひいきの寿司屋に行っていた。ある日、昼食中に富佐雄が白木屋デパートの経営が傾いていると清水に伝えた。同社は大丸に合併される計画が戦時体制下で白紙に戻ったうえ、日本橋本店が一時期GHQに接収されていたため、経営がどんどん悪化していた。出入りする問屋からの情報も悪く、新規に阪急百貨店を東京に進出させるより、白木屋の株を買収したほうが安いほど株価が下がっていた。
大阪に戻り、京阪神急行電鉄社長の太田垣士郎に白木屋株式の取得の話を伝えると、太田垣も賛同した。そこで、電鉄、百貨店、東洋製罐の3者で共同し、富佐雄を中心に株を買い集めることにした。30%ほど株式を保有し、重役なども送り込み、阪急百貨店と共同仕入れなどの業務提携を行おうと構想した。
ある程度株式を集めてから小林一三に報告するつもりであったが、別の用事で一三の自宅を訪問した際にこの件を伝えた。すると、一三は人間関係が腐っているに違いないので自分ではやらないと言い、清水は反論できなくなった。自力で事業を大きくしたい一三は、官僚からの天下り人材を雇って監督省庁の言いなりになることと、経営が傾いた会社を乗っ取って事業を拡大することを忌み嫌っていた。
清水が京阪神急行電鉄本社に戻り、この件を伝えられた太田垣は「オヤジ（小林一三）がそういうなら仕方ない」と諦め、富佐雄も父に逆らうことはできず、集まった株式はすべて手放すこととなった。その後、横井英樹や五島慶太（東急グループ総帥）による乗っ取り劇が勃発した。父に株のことを仕込まれていた清水は株式に執着しているので、この時に転売できなかったことを悔やんでいる。しかし、株で儲けることなど全く考えない一三翁は偉人だと感じた。

### 東宝社長就任以降
1955年（昭和30年）9月20日、東宝取締役。1957年（昭和32年）3月25日に東宝社長代行・阪急百貨店会長、同年10月5日に亡くなった小林富佐雄に代わって正式に社長に就任。1966年東宝会長、1968年阪急電鉄会長にそれぞれ就任・歴任した。1974年に後任東宝社長の松岡辰郎（一三の次男）が逝去したため社長に復帰、同年9月19日には映団連会長。1977年5月25日に辰郎の長男・松岡功に譲り、代表取締役相談役に就任、1981年5月25日に取締役相談役（のち相談役に退く）。その他に毎日放送取締役（後に監査役）、後楽園スタヂアム取締役なども務めた。
東宝社長時代、映画の切符切りなどの接客態度が悪いと感じた。このため、教養部を設け、東京の三越や大阪の阪急百貨店に社員を派遣し、接客態度の改善に尽力した.
実業家としての声望は高く、雅の音読みから「ガーさん」と呼ばれて親しまれた。反面、時の政府与党や財界を正面きって批判する内容の映画を、東宝本体が企画・製作することには制約をかけ続けたという。
1994年（平成6年）12月24日午前8時2分に肺炎のため、西宮市の桜が丘ホスピテルで死去した（享年93歳）。翌1995年（平成7年）1月31日に本願寺津村別院で葬儀が行われ、葬儀委員長は小林公平（阪急電鉄会長）、副委員長は福光尚次（阪急百貨店会長）と松岡功（東宝社長）が務めた。

## 家族・親類
長女は阪急不動産副社長を務めた三村亮平（三菱商事社長・会長を務めた三村庸平の弟）に嫁ぎ、その長男で毎日放送会長を務めた三村景一は孫、フジテレビ社長を務めた遠藤龍之介は孫娘の夫にあたる。龍之介の父は作家の遠藤周作で、周作の妻の従兄弟は俳優の岡田英次。娘婿・三村亮平の弟は三菱銀行から阪急電鉄入りし、同社会長や阪急ブレーブスオーナーなどを歴任した小林公平で、その長男（三村景一の父方従兄弟）は宝塚歌劇団理事長などを務めた小林公一である。

### 新聞記事
1. ↑  読売新聞1994年12月24日夕刊11面